# Paus Marinus I
Marinus I (Gallese, geboortedatum onbekend - sterfplaats onbekend, 15 mei 884) was paus van eind december 882 tot 15 mei 884. Hij wordt (ten onrechte) ook wel Martinus II genoemd. Voor zijn pontificaat was hij de bisschop van Caere. Het was toen ongebruikelijk om als bisschop voor je dood met het ambt te stoppen en naar een andere stad te gaan. Marinus stierf op 15 mei 884.
Cursief: tegenpaus